# Deltote mirella
Deltote mirella is een vlinder uit de familie van de uilen (Noctuidae). De wetenschappelijke naam van deze soort is voor het eerst voorgesteld als Thalpochares mirella door William Schaus in een publicatie uit 1904.
De soort komt voor in Mexico.